# Paul Ciavaldini
Paul Ciavaldini, francoski general, * 1882, † 1965.